# Wilhelm von Rath
Wilhelm von Rath, auch: Raht (* um 1585 Kleinwülknitz; † 27. April 1641 in Wieskau), war ein Offizier in anhaltischen Diensten.

## Leben
Wilhelm von Rath stammt aus altem anhaltischen Landadel. Seine Eltern waren Hans von Rath und dessen Ehefrau Anna Voigt.
Er genoss eine lutherische Erziehung und war ab dem Sommersemester 1601 an der Universität Leipzig immatrikuliert. Doch er brach bald sein Studium ab und schlug eine Laufbahn beim Militär ein. Den Höhepunkt seiner Karriere erreichte Rath mit seiner Ernennung zum Kriegskommissar unter Fürst Ludwig I. von Anhalt-Köthen.
Während des Dreißigjährigen Krieges diente er bis zu seinem Lebensende unter Fürst Ludwig, der ihn am 10. Januar 1627 zum Befehlshaber der berittenen Landpatrouille ernannte, die von der anhaltischen Ritterschaft gestellt werden musste.
Im selben Jahr wurde Rath von seinem Dienstherrn in die Fruchtbringende Gesellschaft aufgenommen. Fürst Ludwig verlieh ihm den Gesellschaftsnamen der Abkratzende und das Motto das Rauhe. Als Emblem wurde ihm die Kartendistel <Dipsacus sativus (L.) Honck.> zugedacht. Im Köthener Gesellschaftsbuch findet sich Raths Eintrag unter der Nr. 141.  Das ebenfalls hier vermerkte Reimgesetz ist allerdings eher ein Wappenspruch:
Wan das rauhe ist dahin
So die iugent mit sich bringet:
Endert sich der gantze sinn,
Und dan nach dem himmel ringet.
1631 erwies er sich mit seiner Kavallerie in der Schlacht bei Breitenfeld siegreich gegen die kaiserlichen Truppen.  Am 27. April 1641 wurde Kornett Wilhelm von Rath von einer marodierenden Bande bei Wieskau ermordet.
Wilhelm von Rath war mit Dorothea von Hackeborn verheiratet. Das Paar hatte wenigstens einen Sohn und eine Tochter:
- Balthasar Wilhelm  (* 22. März 1629; † 22. November 1695)[3] ⚭ Magdalene Barbara von Wuthenau (Eltern von Gisela Agnes von Rath, spätere Regentin des Fürstentums Anhalt-Köthen)
- Magaretha Giesela (* 21. Juni 1627; † 17. November 1692) ⚭ Mathias von Lattorf (* 16. September 1619; † 19. Februar 1666)[4]